# Dzmitry Kamarowski
Dzmitry Alyaksandravich Kamarowski (tiếng Belarus: Дзмітрый Камароўскі; tiếng Nga: Дмитрий Александрович Комаровский; sinh 10 tháng 10 năm 1986 ở Orsha) là một cầu thủ bóng đá Belarus hiện tại thi đấu cho Isloch Minsk Raion.

## Sự nghiệp quốc tế
Vào tháng 2 năm 2012, anh được triệu tập lần đầu tiên vào đội tuyển quốc gia Belarus sau sự rút lui của Sergei Kornilenko vì chấn thương. Ngày 29 tháng 2 năm 2012, anh ra mắt trong trận giao hữu trước Moldova.

## Danh hiệu
Naftan Novopolotsk
- Vô địch Cúp bóng đá Belarus: 2008–09

Shakhtyor Soligorsk
- Vô địch Cúp bóng đá Belarus: 2014–15